# 米哈伊利夫卡 (下泰普萊市鎮)
48°52′9″N 39°16′9″E / 48.86917°N 39.26917°E
米哈伊利夫卡（烏克蘭語：Михайлівка）是位於烏克蘭東部的村莊，由盧漢斯克州夏斯季亞區的下泰普萊市鎮負責管轄。該村始建於1917年，面積2.6平方公里，海拔高度48米，2001年人口267，人口密度每平方公里103.9人。